# ГЕС Mazet (Peyrat le Chateau)
ГЕС Mazet (Peyrat le Chateau) – гідроелектростанція у центральній Франції. Становить верхній ступінь в каскаді на річці Maulde (права притока Vienne, яка в свою чергу є лівою притокою Луари), що дренує північно-західну сторону Центрального масиву. 
Для накопичення ресурсу на Maulde звели бетонну гравітаційну греблю висотою 38 метрів, довжиною 233 метри та товщиною від 3 до 25 метрів. Вона утримує водосховище Vassiviere із площею поверхні 9,7 км2 та об’ємом 107 млн м3. Окрім прямого стоку сюди здійснюється деривація з південного сходу, де розташовані водозабори на річці Vienne та її малих правих притоках La Chandouille та Le Dorad , а також з північного сходу із Taurion (так само права притока Vienne). 
По виході з водосховища річка Maulde, перш ніж прийняти західний напрямок, описує вигнуту на північ дугу. Машинний зал станції розташований в основі цієї дуги, на захід від сховища в долині струмка Ruisseau-du-Mazet (ліва притоки Maulde). Він споруджений у підземному виконанні на глибині 50 метрів та з’єднаний з водосховищем тунелем довжиною 2,6 км та діаметром 3,5 метра, який переходить у напірний водовід довжиною 0,6 км та діаметром 2,5 метра. Така схема забезпечує напір у 252 метри.
Основне обладнання станції становлять три турбіни типу Френсіс загальною потужністю 63, які забезпечують річну виробітку електроенергії на рівні 115 млн кВт-год. 
Відпрацьована вода повертається у Maulde біля селища Peyrat le Chateau, вище від греблі наступної станції каскаду Mont Larron.